# Kisumu
Kisumu – miasto w zachodniej Kenii, nad jeziorem Wiktorii. Jest położone na wysokości 1131 metrów n.p.m. Jest trzecim, po Nairobi i Mombasie, miastem w Kenii i drugim, po Kampali w Ugandzie, nad j. królowej Wiktorii. Liczy ok. 400 tys. mieszkańców. Region metropolitalny obejmujący miasto i jego przedmieścia wraz z okolicznymi miastami Maseno, Kondele i Ahero w 2017 r. oszacowano na ponad 1,5 miliona. 

## Ekonomia
Kisumu jest ośrodekiem handlowo-usługowym dla okolicznych regionów rolniczych (uprawa głównie kukurydzy, orzeszków ziemnych, sezamu) oraz ośrodkiem przemysłowym (przemysł cukrowniczy, spirytusowy, metalowy, włókienniczy, obuwniczy). W mieście znajduje się port lotniczy Kisumu, port rybacki oraz stara, wychodzaca z użytku, linia kolejowa do Nairobi i Mombasy.

## Religia

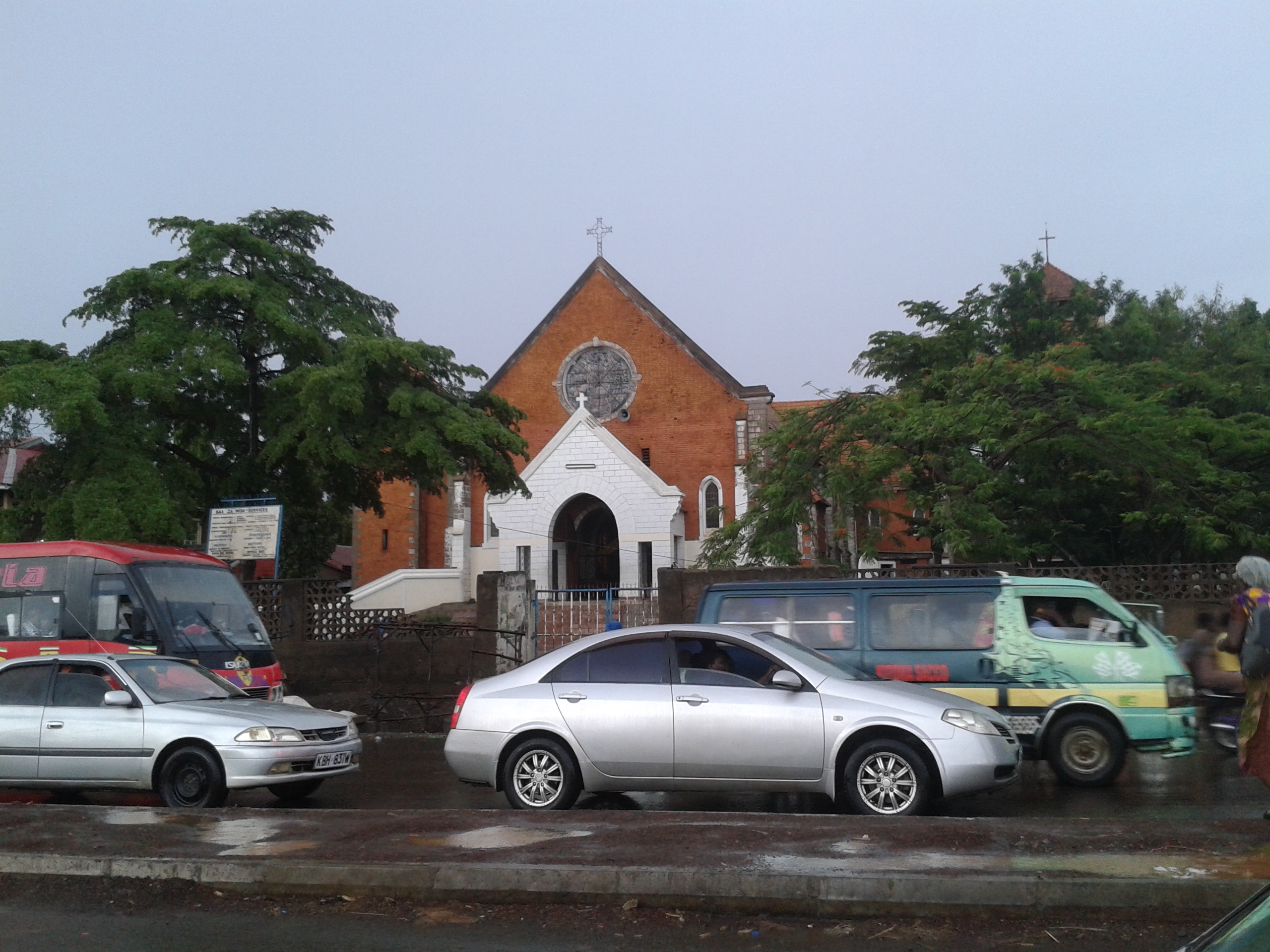
Katedra rzymskokatolickiej Archidiecerzji Kisumu, przy Jomo Kenyatta Highway naprzeciwko bazaru Kibuye.

### Chrześcijaństwo w Kisumu
Chrześcijaństwo zostało przyniesione na początku XIX wieku przez anglikanów.  Wciąż są dominującą wspólnotą chrześcijańską w mieście – razem z Legio Maria, afrykańską wspólnotą wyznaniową powstałą w wyniku oderwania się pod koniec lat 50. od Legionu Maryi. Kisumu to także siedziba  katolickiej Archidiecezji Kisumu wraz z nowo mianowanym arcybiskupem Philipem Anyolo, który w listopadzie 2018 r. zastąpił emerytowanego arcybiskupa Zacheusza Okotha. Ludność w przeważającej większości należy do grupy etnicznej Luo. W 2016 roku przy łącznej liczbie 2 684 974 mieszkańców było 1 494 037 ochrzczonych katolików, tj. 55,8% populacji. W hrabstwie Siaya ponad 70% ludnościi to katolicy.